# Lamordé (Mokolo)
Pour les articles homonymes, voir Lamordé.
Lamordé est un village du Cameroun situé dans le département du Mayo-Tsanaga et la Région de l'Extrême-Nord.

## Population
Lors du troisième recensement général de la population et de l'habitat du Cameroun, le dénombrement de la population du village comptait 3 868 habitants donc 1 798 de sexe masculin et 2 070 de sexe féminin.

## Climat
Le climat de Lamordé est de type tropical d'altitude. Le mois d'avril est le mois le plus chaud de l'année avec une température moyenne de 30,0 °C et celui d'août le moins chaud avec 23,7 °C. La température annuelle moyenne est de 26,0 °C pour des précipitations annuelles moyennes de 901 mm.